# Surviving Jack
Surviving Jack es una comedia de televisión estadounidense que se estrenó el 27 de marzo de 2014. La serie está escrita por Justin Halpern y Patrick Schumacker, y está basada en el libro autobiográfico de Halpern I Suck at Girls. El 25 de octubre de 2013, el número de episodios se redujo a ocho en vez de trece, debido a las restricciones de horario.
La serie fue cancelada por Fox el 7 de mayo de 2014.

## Argumento
Ambientada en California en 1991, narra la historia de Jack Dunlevy (Christopher Meloni), un médico, exmilitar, que se ve obligado a ser un padre a tiempo completo cuando su mujer Joanne (Rachael Harris), decide volver a la escuela de leyes, y de su hijo adolescente Frankie (Connor Buckley). Deberá sostener el peso de las responsabilidades de ser padre con dedicación plena, enseñanza y sobre todo con métodos pocos ortodoxos.

## Elenco
- Christopher Meloni[3] como el Dr. Jack Dunlevy
- Rachael Harris como Joanne Dunlevy.
- Connor Buckley como Frankie Dunlevy.
- Claudia Lee como Rachael Dunlevy.
- Kevin Hernández como George.
- Tyler Foden como Mikey.
- Lili Reinhart como Heather.